# Katharina Fegebank

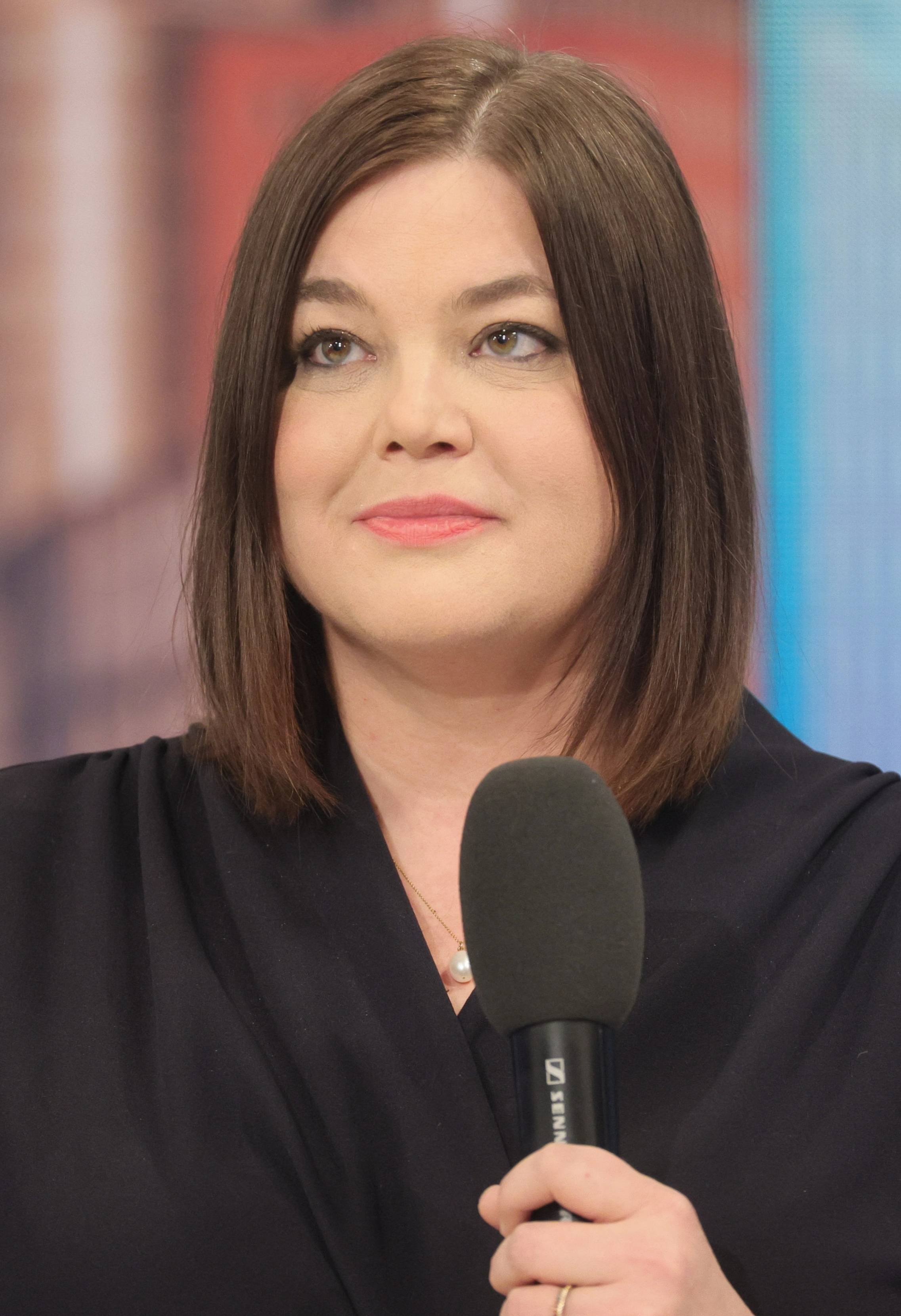
Katharina Fegebank (2025)

Katharina Fegebank (* 27. Februar 1977 in Bad Oldesloe) ist eine deutsche Politikerin der Partei Bündnis 90/Die Grünen. Sie ist Zweite Bürgermeisterin der Freien und Hansestadt Hamburg und Senatorin in den Senaten Scholz II, Tschentscher I, II und III. Als solche fungierte sie im Hamburger Senat von 2015 bis 2025 als Präses der Wissenschaftsbehörde und seit 2025 als Präses der Umweltbehörde.
Von 2008 bis 2015 war sie Vorsitzende des Landesverbandes Hamburg der Partei Bündnis 90/Die Grünen. (1)

## Leben
Katharina Fegebank ist die Tochter eines Lehrerehepaares. Sie wuchs in Bargteheide auf und legte 1996 ihr Abitur am Kreisgymnasium Bargteheide ab. Von 1996 bis 1997 war sie als Teacher and Care Assistant an der Rickmansworth School in England tätig.
Ein 1997 begonnenes Studium der Politikwissenschaft, Anglistik und des Öffentlichen Rechts an der Albert-Ludwigs-Universität Freiburg schloss sie 2002 mit dem akademischen Grad Magistra Artium ab. Während des Studiums war sie im Jahr 2000 als Youth Consultant bei den Vereinten Nationen im UN-Sekretariat, Department for Economic and Social Affairs, in New York tätig.
Von 2002 bis 2003 absolvierte Fegebank den Postgraduierten-Studiengang Master of European Studies (M.E.S.) am Zentrum für Staatswissenschaften und Staatspraxis, einer interdisziplinären Einrichtung der Freien Universität Berlin, der Humboldt-Universität zu Berlin und der Technischen Universität Berlin.
Von 2003 bis 2004 war sie wissenschaftliche Mitarbeiterin am Institut für Europäische Politik, von 2004 bis 2007 wissenschaftliche Referentin für Migrations- und Integrationspolitik der Grünen-Fraktion in der Hamburgischen Bürgerschaft und von 2007 bis 2013 wissenschaftliche Mitarbeiterin im Präsidium der Leuphana Universität Lüneburg.
Fegebank ist seit 2015 mit dem Unternehmer Mathias Wolff liiert. Das Paar hat Zwillingstöchter, die 2018 geboren sind. Die Familie lebt in Hamburg-Eilbek.

## Politik
Fegebank trat 2004 den Grünen bei. Sie war von 2005 bis 2008 Beisitzerin im Hamburger Landesvorstand und wurde 2008 zur Landesvorsitzenden gewählt. Nach der Ernennung zur Senatorin für Wissenschaft, Forschung und Gleichstellung im Mai 2015 kandidierte sie nicht erneut für den Landesvorsitz.
Bei Amtsantritt 2008 war Fegebank die jüngste Parteichefin in der Geschichte des grünen Landesverbandes und bei Amtsabtritt 2015 unter allen Landesvorsitzenden der Bundesländer diejenige mit der längsten Amtszeit. Ihre Nachfolgerin im Amt war Anna Gallina.
Bei der Bundestagswahl 2009 trat sie als Direktkandidatin im Wahlkreis Hamburg-Altona sowie auf Platz drei der Landesliste an, konnte aber nicht in den Bundestag einziehen. Fegebank ist seit 2011 Mitglied der Hamburgischen Bürgerschaft, da sie bei der Bürgerschaftswahl 2011 im Wahlkreis Fuhlsbüttel – Alsterdorf – Langenhorn in das Landesparlament gewählt wurde. Bei der Bundestagswahl 2013 trat sie als Direktkandidatin im Wahlkreis Hamburg-Mitte sowie auf Platz drei der Landesliste an.
Seit ihrer Wahl zur Senatorin 2015 ruht ihr Mandat in der Hamburgischen Bürgerschaft gemäß Artikel 39 der Verfassung der Freien und Hansestadt Hamburg.
Fegebank wurde Ende September von der Partei zusammen mit Jens Kerstan zum Spitzenteam der Grünen für die Bürgerschaftswahl 2015 gewählt.
Bei den Bürgerschaftswahlen 2015, 2020 und 2025 errang Fegebank ein Direktmandat im Wahlkreis Fuhlsbüttel – Alsterdorf – Langenhorn für die Hamburgische Bürgerschaft.
Bei den Bürgerschaftswahlen 2020 und 2025 war Fegebank alleinige Spitzenkandidatin der Grünen in Hamburg.

### Senatorin
Im Rahmen der Koalitionsverhandlungen für den zweiten Hamburger rot-grünen Senat bekamen die Grünen das Vorschlagsrecht für die Besetzung von drei Behörden. Auf einer Landesmitgliederversammlung am 12. April 2015 wurde Fegebank mit starker Mehrheit für das Amt der Senatorin für Wissenschaft, Forschung und Gleichstellung benannt.
Am 15. April 2015 wurde Fegebank von der Bürgerschaft zur Zweiten Bürgermeisterin und Senatorin für Wissenschaft, Forschung und Gleichstellung gewählt. Vom 14. bis zum 28. März 2018 war sie kommissarische Erste Bürgermeisterin, da Olaf Scholz als Finanzminister und Vizekanzler in die Bundesregierung gewechselt war. Nach der Wahl von Peter Tschentscher zum Ersten Bürgermeister am 28. März 2018 nahm Fegebank auch im Senat Tschentscher I wieder den Posten der Senatorin für Wissenschaft, Forschung und Gleichstellung ein. Mit der Bildung des Senats Tschentscher II am 10. Juni 2020 wurde ihre Behörde um die Zuständigkeit für die Bezirke erweitert. Mit der Bildung des Senats Tschentscher III am 7. Mai 2025 wechselte Fegebank das Ressort und übernahm die Leitung der Behörde für Umwelt, Klima, Energie und Agrarwirtschaft.
Katharina Fegebank wurde vom Deutschen Hochschulverband (DHV) dreimal zur „Wissenschaftsministerin des Jahres“ gewählt: 2020, 2023 und 2025. Mit dem Titel, der mit einer Wahl unter Wissenschaftlern ermittelt wird, zeichnet der Verband die hochschul- und wissenschaftspolitischen Leistungen der Ressortchefs von Bund und Ländern aus.